# Plage du Bureau
La plage du Bureau ou plage de Saint-Palais est la principale plage de Saint-Palais-sur-Mer, dans le département de la Charente-Maritime et la région Nouvelle-Aquitaine (Sud-Ouest de la France). Située en plein centre-ville, elle est délimitée par deux caps rocheux (promontoires de Nauzan et du Platin) et est entièrement couverte de sable blond. Composante importante de la Côte de Beauté, elle donne sur l’embouchure de la Gironde et regarde vers l’océan Atlantique. 
La plage et la corniche environnante sont classés parmi les lieux naturels présentant un intérêt artistique, historique, scientifique, légendaire ou pittoresque sur proposition de Jean Zay en 1938, en application de la loi du 2 mai 1930.

## Présentation
La plage du Bureau, bien que de taille bien plus modeste que ses voisines de Royan (plage de la Grande-Conche) ou de Saint-Georges-de-Didonne (conche de Saint-Georges), présente des similarités avec celles-ci : balisée par deux promontoires rocheux, elle forme ce qu’on appelle localement une « conche » au fond de laquelle les sables océaniques viennent se déposer. Jusqu’au XVIIIe siècle, elle présentait un visage bien différent, et se prolongeait par un cordon dunaire arrière-littoral au milieu duquel serpentait un ruisseau, le Rhâ, qui formait un petit étang avant de se jeter dans l’estuaire au niveau de la plage. Cette configuration particulière a longtemps permis la constitution d’un petit havre naturel, où pêcheurs et lamaneurs pouvaient mettre en sécurité leurs embarcations. Cependant, comme en de nombreux points de la presqu'île d'Arvert, les dunes, portées par les vents dominants d’ouest, constituaient une terrible menace, pouvant avancer de plusieurs mètres par jour lors des grandes tempêtes hivernales. Le port, devenu impraticable, est abandonné en 1727. Les pêcheurs se rabattent sur Royan et les lamaneurs, sur Saint-Georges-de-Didonne. 
Un bureau des fermes est établi à proximité en 1729. Transformé en bureau des douanes en 1840, il donne son nom à la plage, mais aussi à la station balnéaire qui se développe dans la seconde moitié du XIXe siècle en contrebas de l’ancien village : « Bureau-les-Bains », devenue « Saint-Palais-sur-Mer » en 1911. Les dunes environnant la plage sont plantées de pins et des villas se développent aux abords. Dans les années 1960, l’architecte Daniel de Monfreid dessine le nouveau centre-ville et aménage un petit front de mer. Celui-ci se compose notamment de la place de l’Océan, faisant la transition entre l’avenue de la République (principal axe commerçant) et la plage proprement dite, et de la promenade de Steißlingen — Steißlingen est une ville d’Allemagne avec laquelle Saint-Palais-sur-Mer est jumelée. Des restaurants, bars, glaciers et boutiques de souvenirs y sont implantés, et des animations y sont organisées régulièrement, en été (marchés nocturnes, concerts, spectacles pour les enfants) ou en hiver (spectacle de Noël).
La plage du Bureau est la plage la plus urbaine de Saint-Palais-sur-Mer, et l’une des plus facilement accessibles puisque directement en centre-ville. Elle est surveillée pendant la haute saison (de fin juin à début septembre) et dispose d’équipements pour les personnes à mobilité réduite (tiralo) et d’un club de plage pour les enfants. Un sentier de promenade, dit « sentier des Douaniers » passe aux abords de la plage, soit vers Nauzan et Vaux-sur-Mer, en direction du bois des Fées, soit vers la Grande-Côte, en direction du pont du Diable, où il passe sous les pins et les chênes verts.